# Nati nel 2002/Marzo
| Questa pagina contiene informazioni ricavate automaticamente dalle voci biografiche con l'ausilio del template Bio e di un bot. L'aggiornamento è periodico e automatico e ricostruisce completamente la pagina. Se manca una persona in questa lista, sei pregato di non aggiungerla, ma accertati piuttosto che la sua voce biografica contenga il template Bio e che i dati anagrafici siano correttamente compilati. Se il template Bio manca, inseriscilo tu stesso o, in alternativa, metti l'avviso {{tmp\|Bio}} che ne segnala la mancanza. Se i dati riportati sono sbagliati, correggi direttamente la voce biografica; le modifiche saranno visibili in questa lista entro pochi giorni. Per chiarimenti vedi il progetto biografie. La lista contiene solo le 228 persone che sono citate nell'enciclopedia e per le quali è stato implementato correttamente il template Bio. Pagina aggiornata al 18 ago 2025. |

- 1º marzo - Ali Al-Hamadi, calciatore iracheno
- 1º marzo - Hussein Ali, calciatore svedese
- 1º marzo - Efe Bayram, pallavolista turco
- 1º marzo - Dion Drena Beljo, calciatore croato
- 1º marzo - Jamie Hamilton, calciatore scozzese
- 1º marzo - Arthur Kaluma, cestista statunitense
- 1º marzo - Pablo López, calciatore uruguaiano
- 1º marzo - Nick Pünter, snowboarder svizzero
- 2 marzo - Bertalan Bocskay, calciatore ungherese
- 2 marzo - Robert Filip, calciatore rumeno
- 2 marzo - Adam Kaied, calciatore svedese
- 2 marzo - Djibrilla Mossi, calciatore nigerino
- 2 marzo - Armstrong Oko-Flex, calciatore irlandese
- 2 marzo - Eduardo Quaresma, calciatore portoghese
- 2 marzo - Nahuel Ulariaga, calciatore argentino
- 3 marzo - Trey Amos, giocatore di football americano statunitense
- 3 marzo - Caelen Carson, giocatore di football americano statunitense
- 3 marzo - Lorenzo Germani, ciclista su strada italiano
- 3 marzo - Keely Hodgkinson, mezzofondista britannica
- 3 marzo - Li Bingjie, nuotatrice cinese
- 3 marzo - Lorenzo Musetti, tennista italiano
- 3 marzo - Merissah Russell, cestista canadese
- 3 marzo - Leonidas Stergiou, calciatore svizzero
- 4 marzo - Giosuè Epis, ciclista su strada italiano
- 4 marzo - Matías Alejandro Galarza, calciatore argentino
- 4 marzo - Jair González, calciatore messicano
- 4 marzo - Jacob Hopkins, attore e doppiatore statunitense
- 4 marzo - José Marsà, calciatore spagnolo
- 4 marzo - Brayan Medina, calciatore colombiano
- 4 marzo - Océane Michelon, biatleta francese
- 4 marzo - Wílder Viera, calciatore paraguaiano
- 5 marzo - Miranda Barrera, nuotatrice artistica messicana
- 5 marzo - Arsenij Batahov, calciatore ucraino
- 5 marzo - Juan Martín Ginzo, calciatore argentino
- 5 marzo - Mireia Hernández, nuotatrice artistica spagnola
- 5 marzo - Aleksa Kovačević, cestista serbo
- 5 marzo - Martin Palumbo, calciatore norvegese
- 5 marzo - Matthew Riccitello, ciclista su strada statunitense
- 5 marzo - Luqman Hakim Shamsudin, calciatore malaysiano
- 5 marzo - Maksim Turiščev, calciatore russo
- 6 marzo - Furkan Akar, pattinatore di short track turco
- 6 marzo - Ameen Al-Dakhil, calciatore iracheno
- 6 marzo - Héctor Alderete, cestista spagnolo
- 6 marzo - Olivier Dumont, calciatore belga
- 6 marzo - Elias Filet, calciatore francese
- 6 marzo - Joonas Riismaa, cestista estone
- 6 marzo - Luis Rojas Zamora, calciatore cileno
- 6 marzo - Ludovica Silvioni, calciatrice italiana
- 7 marzo - Lawrence Ennali, calciatore tedesco
- 7 marzo - Víctor Guzmán, calciatore messicano
- 7 marzo - Meg Harris, nuotatrice australiana
- 7 marzo - Joshua Karty, giocatore di football americano statunitense
- 7 marzo - Paul McGrath, marciatore spagnolo
- 7 marzo - Juan Santos da Silva, calciatore brasiliano
- 7 marzo - Waniss Taïbi, calciatore francese
- 7 marzo - Amadou Traoré, calciatore francese
- 8 marzo - Gints Bērziņš, slittinista lettone
- 8 marzo - Matías Cabrera, calciatore uruguaiano
- 8 marzo - Arturo Coello, sportivo spagnolo
- 8 marzo - Lorenzo Colombo, calciatore italiano
- 8 marzo - Denisa Golgotă, ginnasta rumena
- 8 marzo - Luizão, calciatore brasiliano
- 8 marzo - Tatsuru Saitō, judoka giapponese
- 8 marzo - Joël van Kaam, calciatore olandese
- 9 marzo - Kristjan Asllani, calciatore albanese
- 9 marzo - Omar Faraj, calciatore palestinese
- 9 marzo - Usman Garuba, cestista spagnolo
- 9 marzo - Gaia Guiducci, pallavolista italiana
- 9 marzo - N'Dri Philippe Koffi, calciatore ivoriano
- 9 marzo - Tobe Leysen, calciatore belga
- 9 marzo - Zito Luvumbo, calciatore angolano
- 9 marzo - Pedro Vite, calciatore ecuadoriano
- 9 marzo - Álex Vázquez, calciatore uruguaiano
- 9 marzo - Álvaro Zamora, calciatore costaricano
- 9 marzo - Mengqiu Zhang, sciatrice alpina cinese
- 10 marzo - Charles Bediako, cestista canadese
- 10 marzo - Yvan Dibango, calciatore camerunese
- 10 marzo - Tobias Hansen, pistard e ciclista su strada danese
- 10 marzo - Keon Johnson, cestista statunitense
- 10 marzo - Luca Kerber, calciatore tedesco
- 10 marzo - Ian Maatsen, calciatore olandese
- 10 marzo - Noni Madueke, calciatore inglese
- 10 marzo - Oliver Sørensen, calciatore danese
- 10 marzo - Andy Winter, calciatore scozzese
- 10 marzo - Linda Zanetti, ciclista su strada e mountain biker svizzera
- 11 marzo - Kyriakos Aslanidīs, calciatore greco
- 11 marzo - Naoufal Bannis, calciatore olandese
- 11 marzo - Amir Batyrev, calciatore russo
- 11 marzo - Johanne Eilertsen, sciatrice alpina norvegese
- 11 marzo - Mikael Egill Ellertsson, calciatore islandese
- 11 marzo - Shigeyuki Nakarai, ballerino giapponese
- 11 marzo - Omarr Norman-Lott, giocatore di football americano statunitense
- 12 marzo - Chiara Betti, pattinatrice di short track italiana
- 12 marzo - Yuri Casermeiro, calciatore argentino
- 12 marzo - Pascal Estrada, calciatore austriaco
- 12 marzo - Ruka Hirano, snowboarder giapponese
- 12 marzo - Teddy Jenks, calciatore inglese
- 12 marzo - Lázaro Vinícius Marques, calciatore brasiliano
- 12 marzo - Prins Tjiueza, calciatore namibiano
- 12 marzo - Mykyta Turbajevs'kyj, calciatore ucraino
- 12 marzo - Marco Zanetti, hockeista su ghiaccio italiano
- 13 marzo - Caio Da Cruz, calciatore brasiliano
- 13 marzo - Olesja Derev"jančenko, nuotatrice artistica ucraina
- 13 marzo - Rubén López de la Torre, cestista spagnolo
- 13 marzo - Sil Meijs, pallavolista olandese
- 13 marzo - Seo Whi-min, pattinatrice di short track sudcoreana
- 13 marzo - T.J. Tampa, giocatore di football americano statunitense
- 13 marzo - Franco Tongya, calciatore italiano
- 13 marzo - Zhang Yiyao, nuotatrice artistica cinese
- 14 marzo - Yaleimid Correa, pallavolista portoricana
- 14 marzo - Ivan Djantou, calciatore camerunese
- 14 marzo - Chika Honda, fondista giapponese
- 14 marzo - Yuka Kawase, nuotatrice artistica giapponese
- 14 marzo - Idjessi Metsoko, calciatore togolese
- 14 marzo - Matías Ocampo, calciatore uruguaiano
- 14 marzo - Livia Peng, calciatrice svizzera
- 14 marzo - Tiago Ribeiro, calciatore portoghese
- 15 marzo - Nicksoen Gomis, calciatore francese
- 15 marzo - Lucia Pastrenge, calciatrice italiana
- 15 marzo - Agustín Pinheiro, calciatore uruguaiano
- 15 marzo - Sakura Yosozumi, skater giapponese
- 16 marzo - Isabelle Allen, attrice britannica
- 16 marzo - Arnaud De Lie, ciclista su strada belga
- 16 marzo - Timmy Gillion, pistard francese
- 16 marzo - Nathanaël Mbuku, calciatore francese
- 16 marzo - Novak Tepšić, calciatore croato
- 16 marzo - Robin Tihi, calciatore svedese
- 16 marzo - Luca Urlando, nuotatore statunitense
- 16 marzo - Germán Valera, calciatore spagnolo
- 17 marzo - Steven Bradley, calciatore scozzese
- 17 marzo - Franco Frías, calciatore argentino
- 17 marzo - Adam Marchiev, calciatore russo
- 17 marzo - Andrej Minakov, nuotatore russo
- 17 marzo - Manlio Moro, pistard e ciclista su strada italiano
- 18 marzo - Abramo Canka, cestista italiano
- 18 marzo - Devin Carter, cestista statunitense
- 18 marzo - Mateus Carvalho, calciatore brasiliano
- 18 marzo - Trai Hume, calciatore nordirlandese
- 18 marzo - Oliver Klemet, nuotatore tedesco
- 18 marzo - Oliver König, pilota motociclistico ceco
- 18 marzo - Nathan Moriah-Welsh, calciatore guyanese
- 18 marzo - Štěpánka Ptáčková, saltatrice con gli sci ceca
- 18 marzo - Brenden Rice, giocatore di football americano statunitense
- 18 marzo - Žan Vipotnik, calciatore sloveno
- 18 marzo - Miguel Yanguas, sportivo spagnolo
- 19 marzo - Raúl Camacho, calciatore messicano
- 19 marzo - Alan Do Marcolino, calciatore gabonese
- 19 marzo - Nacho Martín, calciatore spagnolo
- 19 marzo - Josh Mason, pilota automobilistico britannico
- 19 marzo - Lorenzo Milesi, ciclista su strada italiano
- 19 marzo - Marvin Mims, giocatore di football americano statunitense
- 19 marzo - Maëva Squiban, ciclista su strada francese
- 19 marzo - Luan Campos, calciatore brasiliano
- 19 marzo - Biel, calciatore brasiliano
- 20 marzo - Jahmyr Gibbs, giocatore di football americano statunitense
- 20 marzo - Emilio Kehrer, calciatore tedesco
- 20 marzo - Fabrizio Roca, calciatore peruviano
- 20 marzo - Matteo Romano, cantautore italiano
- 20 marzo - Matteo Zurloni, arrampicatore italiano
- 21 marzo - Pedro Alemañ, calciatore spagnolo
- 21 marzo - Alberto Baldé, calciatore dominicano
- 21 marzo - Malachi Corley, giocatore di football americano statunitense
- 21 marzo - Kim Mi-hwa, tuffatrice nordcoreana
- 21 marzo - Augustas Marčiulionis, cestista lituano
- 21 marzo - Nicolás Rossi, calciatore uruguaiano
- 21 marzo - Riccardo Rossi, pilota motociclistico italiano
- 21 marzo - Parker Washington, giocatore di football americano statunitense
- 21 marzo - Briana Williams, velocista giamaicana
- 21 marzo - Antonio Zarzana, calciatore spagnolo
- 22 marzo - Andrej Esipenko, scacchista russo
- 22 marzo - Charles Grant, giocatore di football americano statunitense
- 22 marzo - Francesca Granzotto, rugbista a 15 italiana
- 22 marzo - Ruslan Lisakovič, calciatore bielorusso
- 22 marzo - Caitlin McFarlane, sciatrice alpina francese
- 22 marzo - Yvan Ouedraogo, cestista francese
- 22 marzo - Gabriel Silva, calciatore brasiliano
- 22 marzo - Yuliana Telegina, ginnasta israeliana
- 22 marzo - Ąžuolas Tubelis, cestista lituano
- 22 marzo - Hebert Vergara, calciatore uruguaiano
- 22 marzo - Nicole Wallace, attrice spagnola
- 22 marzo - Jhondly van der Meer, calciatore haitiano
- 23 marzo - Mariola Bodnarčuk, ginnasta ucraina
- 23 marzo - Alyssa D'Incà, rugbista a 15 italiana
- 23 marzo - Bernardo Folha, calciatore portoghese
- 23 marzo - Israel Luna, calciatore messicano
- 23 marzo - Ulugbek Rashitov, taekwondoka uzbeko
- 23 marzo - Kian Slor, calciatore olandese
- 24 marzo - Dalila Ippólito, calciatrice argentina
- 24 marzo - Maksim Kajnov, calciatore russo
- 24 marzo - El'dar Kulijev, calciatore ucraino
- 24 marzo - Pedro Milans, calciatore uruguaiano
- 25 marzo - Kristýna Burlová, ciclista su strada e pistard ceca
- 25 marzo - Eleonora Gasparrini, ciclista su strada e pistard italiana
- 25 marzo - Phil Harres, calciatore tedesco
- 25 marzo - Javier López Carballo, calciatore spagnolo
- 25 marzo - Mihailo Mušikić, cestista serbo
- 25 marzo - Trueno, rapper argentino
- 25 marzo - Atanas Černev, calciatore bulgaro
- 26 marzo - Amir Ali Azarpira, lottatore iraniano
- 26 marzo - Kimito Nono, calciatore giapponese
- 26 marzo - Darluis Paz, calciatore venezuelano
- 26 marzo - Robert-Jan Vanwesemael, calciatore belga
- 27 marzo - Morgan Antonioni, hockeista su pista italiano
- 27 marzo - Matthias Braunöder, calciatore austriaco
- 27 marzo - Ariete, cantautrice italiana
- 27 marzo - Darija Snihur, tennista ucraina
- 27 marzo - Ty Tennant, attore britannico
- 28 marzo - Abdullah Al-Yazidi, calciatore qatariota
- 28 marzo - Nicholas Bonfanti, calciatore italiano
- 28 marzo - Heorhij Jermakov, calciatore ucraino
- 28 marzo - Ian Ousley, attore statunitense
- 28 marzo - Rune Paeshuyse, calciatore belga
- 28 marzo - Daniel Tschofenig, saltatore con gli sci austriaco
- 29 marzo - Naouirou Ahamada, calciatore francese
- 29 marzo - Jeremy Antonisse, calciatore olandese
- 29 marzo - Francesco Cassia, pallanuotista italiano
- 29 marzo - Mohamed Taabouni, calciatore olandese
- 29 marzo - Bastien Tronchon, ciclista su strada francese
- 29 marzo - Cem Türkmen, calciatore turco
- 30 marzo - Alessio Miggiano, sciatore alpino svizzero
- 30 marzo - Killian Phillips, calciatore irlandese
- 30 marzo - Michał Rakoczy, calciatore polacco
- 30 marzo - Justin Robinson, velocista statunitense
- 30 marzo - Alisher Shukurov, calciatore tagiko
- 30 marzo - Grey Zabel, giocatore di football americano statunitense
- 31 marzo - Daniela Campos, ciclista su strada e pistard portoghese
- 31 marzo - Rocco Perla, hockeista su ghiaccio italiano
- 31 marzo - Silva Verbič, combinatista nordica slovena